# Observatori Central de Púlkovo

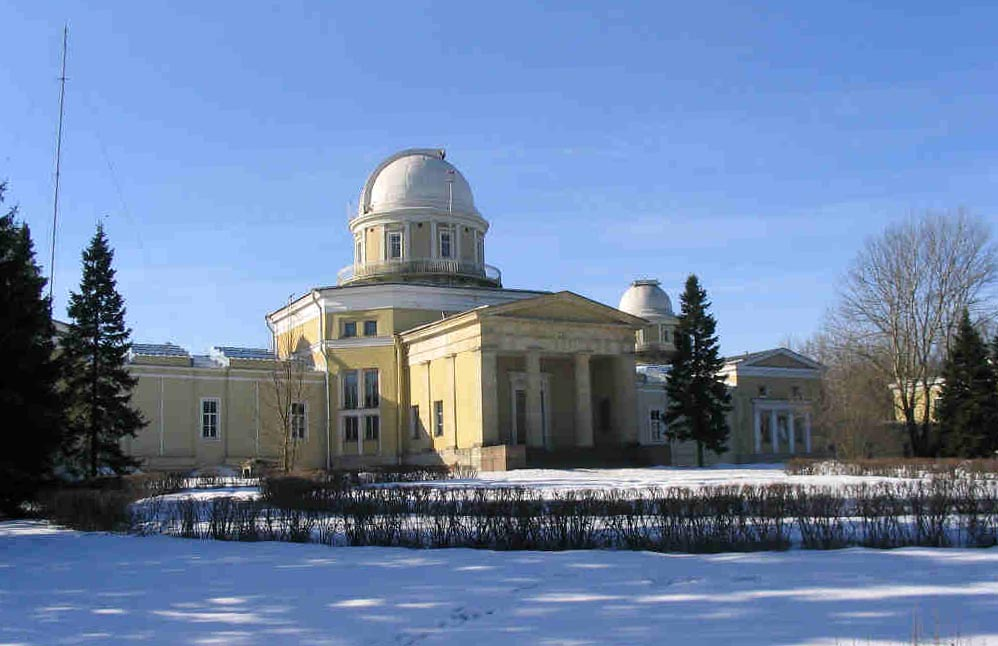
Observatori de Púlkovo

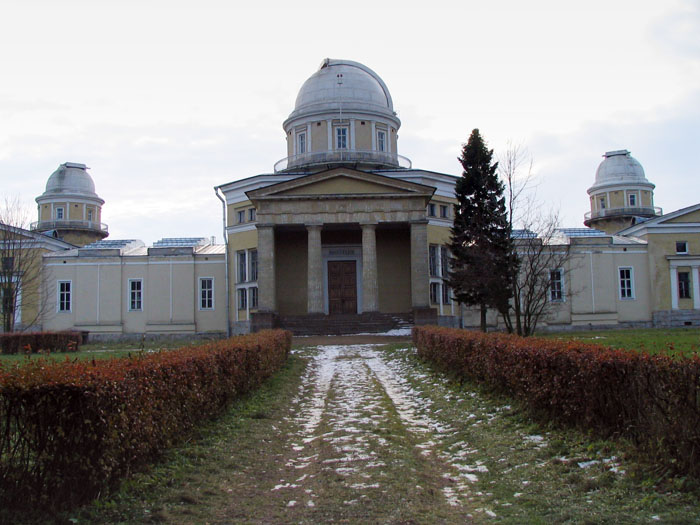
Observatori de Púlkovo

L'Observatori astronòmic de Púlkovo (en rus: Пулковская Астрономическая обсерватория) és el principal observatori astronòmic de l'Acadèmia Russa de les Ciències i es troba a 10 km al sud de Sant Petersburg, sobre els turons de Pulkovo (a 75 msnm). Forma part, amb el codi 540-008, del Patrimoni de la Humanitat anomenat "Centre històric de Sant Petersburg i conjunts monumentals annexos".
L'observatori s'inaugurà el 1839. En un principi, fou la creació de l'astrònom germanorús Friedrich Georg Wilhelm von Struve, qui es convertí en el seu primer director (el 1861, el seu fill Otto Wilhelm von Struve va succeir-li). L'arquitecte fou Aleksandr Briul·lov. L'observatori fou equipat amb instruments d'últim model, un d'ells el major refractor de 38 cm del món. La principal línia de treball de l'observatori consistí a determinar les coordenades d'estels i constants astronòmiques, com precessions, nutacions, aberracions i refraccions, i també descobrir i mesurar estels dobles. Les activitats de l'observatori també s'han relacionat amb l'estudi geogràfic del territori de Rússia i el desenvolupament de la navegació. Els catàlegs d'estels, contenint les posicions més precises de 374, i després 558 estels, es feren pels anys 1845, 1865, 1885, 1905 i 1930.
Per al 50è aniversari de l'observatori es construí un laboratori astrofísic amb un taller mecànic i s'instal·là el refractor més gran del món de 76 cm. La investigació astrofísica cobrà velocitat amb el nomenament de Fiódor Bredijin com a director de l'observatori el 1890 i la transferència d'Aristarkh Belopolski des de l'Observatori de Moscou, un expert en espectroscòpia astronòmica i investigació solar. El 1923 instal·laren un gran espectrògraf de Littrow i el 1940 un telescopi solar horitzontal, fabricat en un taller de Leningrad.
Després d'haver rebut un astrògraf el 1894, l'observatori començà el seu treball d'astrofotografia. El 1927 l'observatori va rebre un astrògraf de zona i amb la seva ajuda els astrònoms russos catalogaren els estels de les zones celestes properes al pol. L'observació regular dels moviments dels pols celestes començaren amb la construcció del telescopi zenit el 1904. El 1920 l'observatori començà a transmetre el temps exacte per senyals de ràdio.
L'observatori participà en el treball geodèsic bàsic, principalment mesurant graus de l'arc del meridià des del Danubi fins a l'oceà Àrtic (fins al 1851), i en triangulació de Spitsbergen el 1899 fins al 1901. Els hidrògrafs i geodèsics militars solien treballar en l'observatori com a interns. El meridià de Púlkovo, que passa pel centre de l'edifici principal de l'observatori i està ubicat a 30° 19,6′ a l'est de Greenwich, era el punt de partida de tots els anteriors mapes geogràfics de Rússia.
Per observar els estels meridionals que no podien veure's en la latitud de l'observatori, els científics organitzaren dos afiliats. Un d'ells era una estació astrofísica a Simeïz, ciutat de Crimea (Observatori de Simeïz), que havia estat organitzat sobre la premissa d'un observatori privat presentat a l'Observatori de Pulkovo per un amant de l'astronomia: N. S. Màltsev el 1908. L'altre afiliat de l'Observatori de Pulkovo fou una estació astromètrica a Nikolàiev, un observatori anterior del departament de Marina (avui, un observatori astronòmic de Nikolàiev).

## Història posterior
La plantilla de l'observatori es va veure molt afectada per la Gran Purga i molts astrònoms de Púlkovo, incloent el director, Borís Gerassimóvitx, foren arrestats i executats a finals dens anys trenta.
Durant l'assetjament de Leningrad (1941-1944) l'observatori es convertí en objectiu de fers atacs aeris alemanys i bombardeigs d'artilleria. Tots els edificis van quedar completament destruïts. En condicions dramàtiques, els instruments foren salvats i emmagatzemats sans a Leningrad, incloent-hi el major telescopi del món, així com una part significativa de l'única biblioteca amb escrits i importants obres des del segle xv al xix. El 5 de febrer del 1997, gairebé 1.500 dels 3.852 llibres foren destruïts per un incendi intencionat i la resta dels articles de la biblioteca resultaren damnificats per les flames, el fum o l'aigua.
Àdhuc abans del final de la guerra, el govern soviètic va prendre la decisió de restaurar l'observatori. El 1946 en començaren la construcció després d'haver netejat el terreny. El maig del 1954 l'observatori fou reobert, i no només havia estat restaurat sinó també ampliat considerablement en el que es refereix a instruments, empleats i temes d'investigació. Hi crearen nous departaments, com el Departament de Radioastronomia i el Departament d'Elaboració d'Instruments (amb el seu propi taller òptic i mecànic). Els instruments antics supervivents foren reparats, modernitzats i utilitzats de nou. També hi instal·laren nous instruments, com un refractor de 65 cm, dispositiu meridià horitzontal, un telescopi polar fotogràfic, un gran telescopi zenit, interferòmetre estel·lar, dos telescopis solars, coronògraf, un gran radiotelescopi i tota mena d'instrumental de laboratori. L'estació Simeiz es convertí en part del nou Observatori Astrofísic de Crimea de l'Acadèmia Soviètica de les Ciències el 1945. També van construir l'Estació Astronòmica de Muntanya de Kislovodsk i un laboratori a Blagovésxensk. L'observatori organitzà moltes expedicions per a determinar les diferències de longitud, observar passatges de Venus i eclipsis solars, estudiant l'astroclima. El 1962 l'observatori envià una expedició a Xile per observar-hi els estels dels cels meridionals.